# Super Bomberman 3
Super Bomberman 3 (スーパーボンバーマン3 Sūpā Bonbāman Surī?) är ett spel som släpptes för Super Nintendo Entertainment System 1995. Det är det tredje spelet i serien  Bomberman för systemet. Precis som Fifa International Soccer kan upp till 4 spelare spela samtidigt. Spelet släpptes i Japan och PAL-regionen, men inte i Nordamerika.